# 柴島城

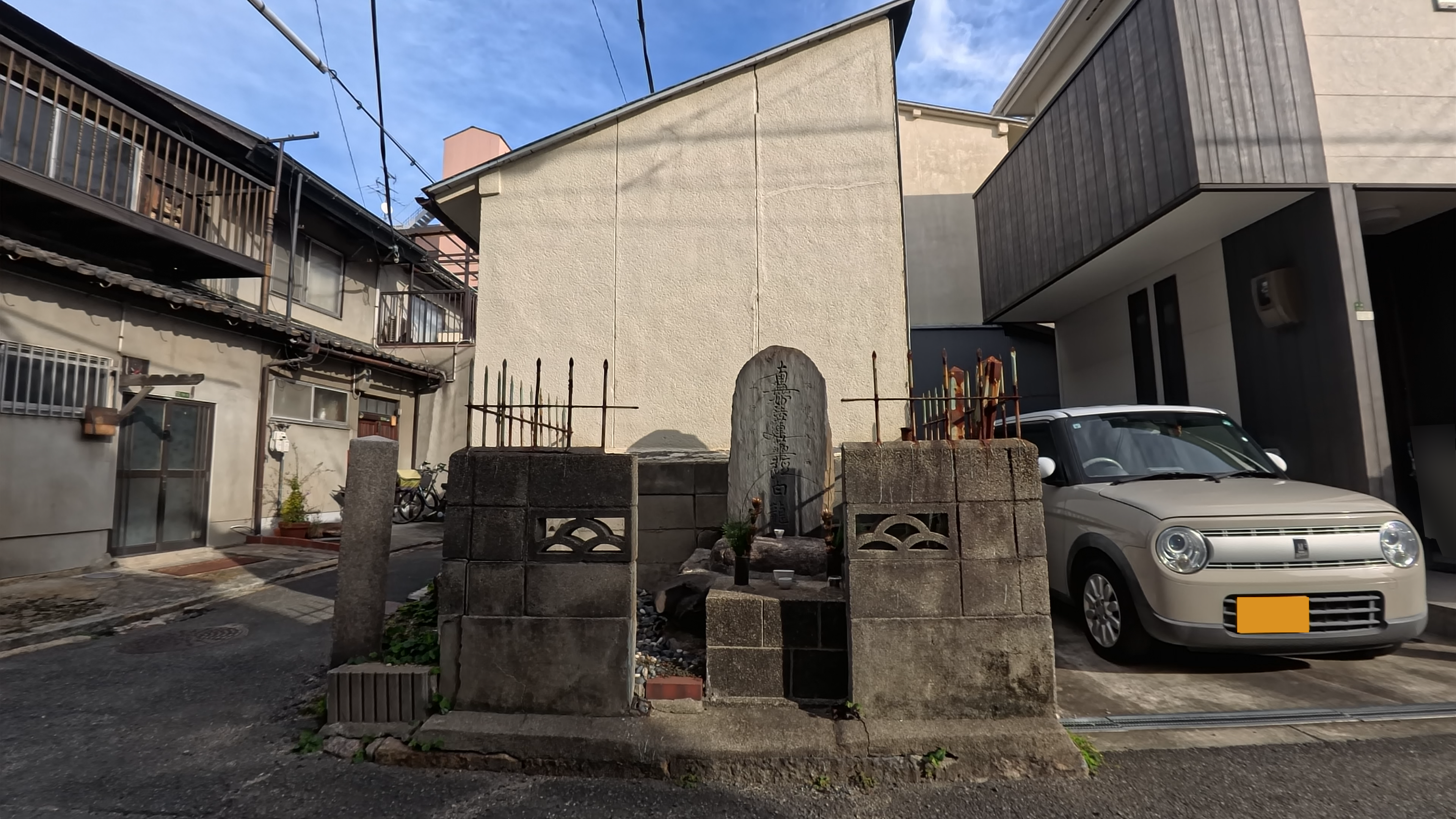
戦死者を弔っている石碑だろうか？
（2024年（令和6年）11月10日 撮影）

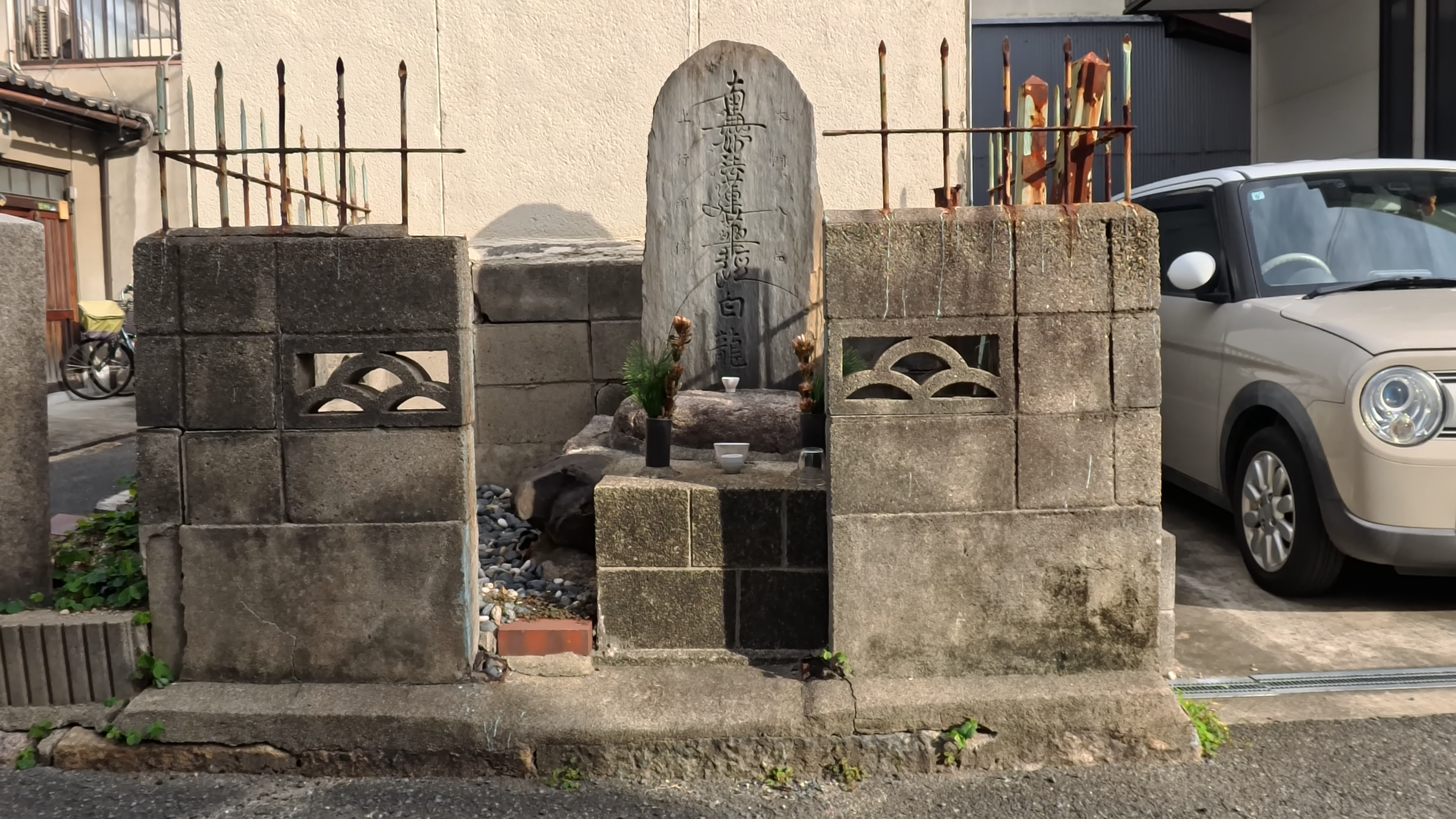
同上。
（2024年（令和6年）11月10日 撮影）

柴島城（くにじまじょう）は、大阪府大阪市東淀川区にあった日本の城。

## 概要

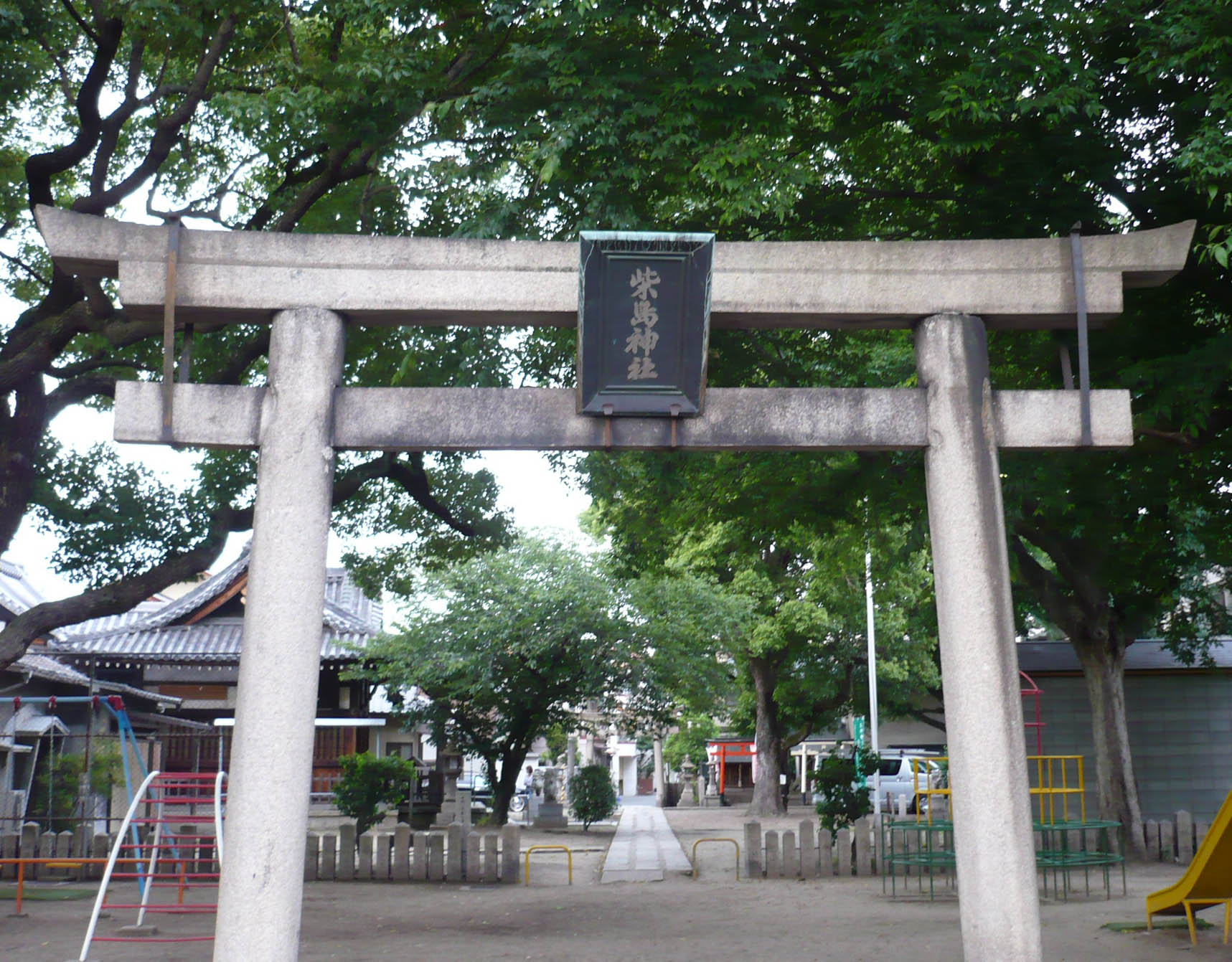
柴島神社の鳥居

柴島の地は、神崎川と中津川に囲まれた中州である中島にあり、若干の高地（芝ガ洲）にあったと思われている。この地は近代の淀川改修事業で一部は淀川の河川敷になり、中津川も廃川となってしまい2024年（令和6年）現在その地形は失われている。明治時代初期に作成されたと思われる『東摂城址図誌』（東城兎幾雄編）に柴島城も記載されており、それによると城跡の大きさは二町四方で、周囲より四尺ほど高い畑地があったとしているが、その畑地は現在大阪市立柴島中学校となっている。「数値地図5mメッシュ（標高）京都及大阪」（国土地理院発行）を使って柴島付近を縮尺2500分の1の地図にし、『東摂城趾図誌』（東城兎幾雄編）の柴島城の地図と比べてみると、170メートル×200メートルの長方形の微高地（標高4メートル）がほぼ一致した。
『東摂城址図誌』には城跡の東側に柴島神社（字白妙）が建っていたが、先の淀川改修事業で約600メートル北側の字調布に移築された。また柴島中学校の周辺で「本丸」・「城道」・「屋敷」・「西屋敷」等の字名が残っていることにより城跡であったこと窺えるが、遺構などは全く残っていない。1928年（昭和3年）に建てられた大阪市の石碑は柴島神社との関係から場所を決定したようで、北に約150メートルずれている。柴島神社は現在の場所字調布ではなく、明治以前は外島（字白妙）にあった。
なお、現在の大阪市の解説では石碑付近を城跡とし、大阪府の大阪府の行政地図情報システムによる埋蔵文化財包蔵地範囲の表示でも、碑の付近を「柴島城跡伝承地」として設定している。
対岸には榎並城があり、近隣には堀城があり、これらの城同様、西国からの京への拠点で重要視されていた。

## 沿革
柴島城は十河一存が築いたのではないかと思われている。この城が史上に現れるのは大きく分けて2つあり、江口の戦いの時と大坂夏の陣の時である。江口の戦いでは三好政長派の細川晴賢がいる柴島城を三好長慶軍が大軍をもって攻め落城させている。
大坂の陣後、稲葉紀通が摂津中島藩4万5000石に封じられ、「江口村」・「大道村」・「柴嶋村」などを治めたが、短期間で福知山藩に移封された。稲葉紀通は柴島城を居城としたとされるが、廃城時期ははっきりしない。

## アクセス
鉄道

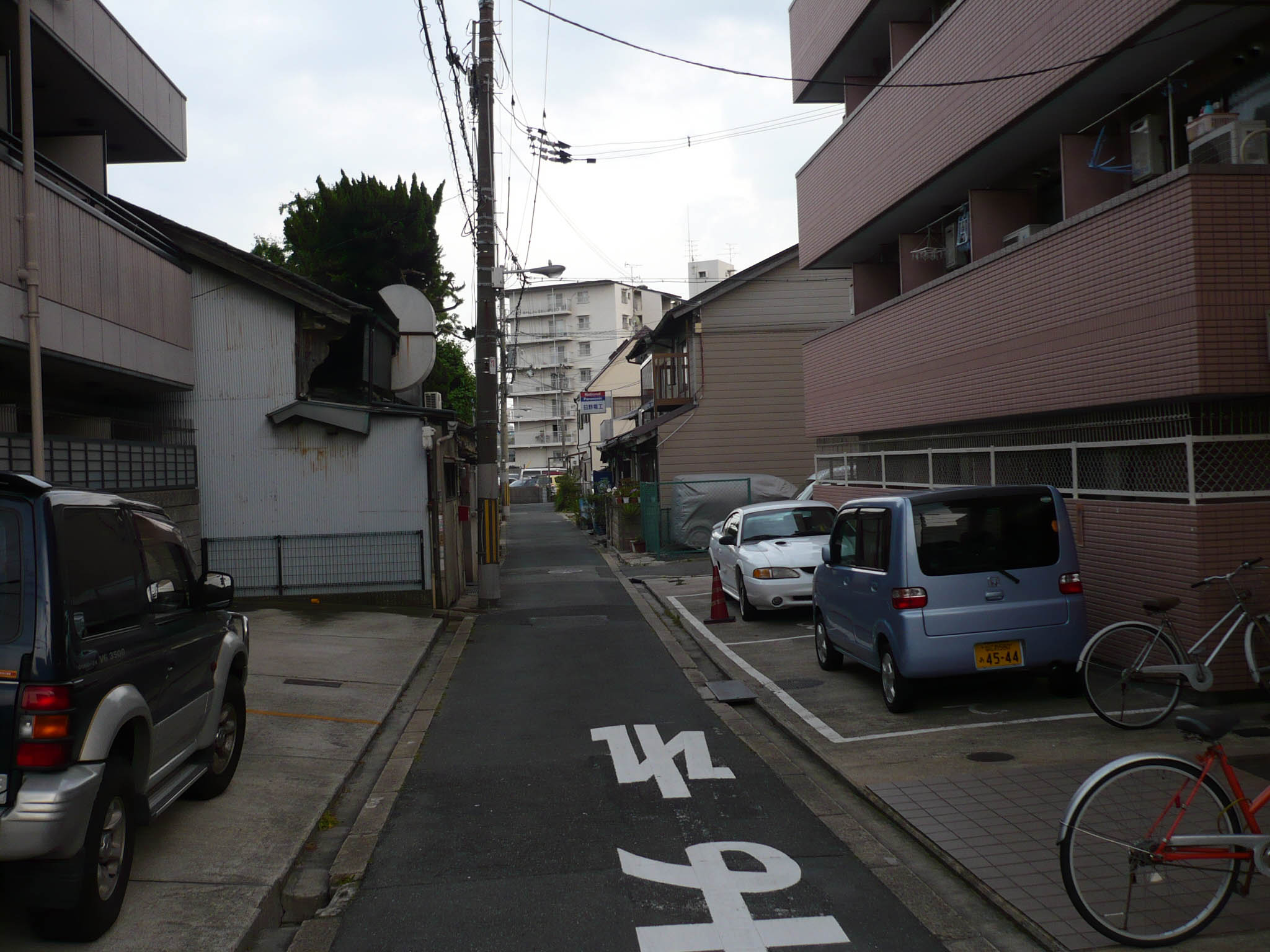
宅地化された推定柴島城跡

- 柴島駅（阪急千里線）徒歩約10分、または崇禅寺駅（阪急京都本線）徒歩15分

車
- 阪神高速道路守口線長柄出入口 → 淀川通
- 近隣に駐車場なし